# Муція Терція
Муція Терція (100/95 — 31 рки до н.е.) — давньоримська матрона, учасниця політичних подій  40—30—х років до н.е.

## Життєпис
Походила з роду нобілів Муціїв. Донька Квінта Муція Сцеволи, понтифіка, та Целії. У 78 році до н.е. вийшла заміж за Гнея Помпея. Мала від нього двох синів й доньку. Наприкінці 62 року до н.е., повернувшись із східного походу, Помпей розлучився з нею через її подружню зраду. Зокрема, Муція підозрювалася у зв'язку з Гаєм Цезарем. 
У 60 році до н.е. виступала як посередниця між Цицероном та своїми братами Метеллами, з якими він перебував у конфлікті. Вдруге вийшла заміж за Марка Емілія Скавра, претора 56 року до н.е., від якого мала сина Марка. У 39 році до н.е. на Сицилії брала участь в перемовинах свого сина Секста з тріумвірами. Користувалася великою повагою Октавіана, який заради неї пощадив її сина Марка Скавра, що воював у битві при Акції на стороні Марка Антонія.

## Родина
1. Чоловік — Гней Помпей, тріумвір
Діти:
- Гней Помпей, проконсул в Іспанії у 47—45 роках до н.е.
- Секст Помпей
- Помпея

2. Чоловік — Марк Емілій Скавр, претор 56 року до н.е.
Діти:
- Марк Емілій Скавр